# VIASA
Viasa (Venezolana Internacional de Aviación, Sociedad Anónima) foi uma companhia aérea venezuelana.

## Histórico
O estado venezuelano criou a VIASA em novembro de 1960. Foi privatizada durante a presidência de Carlos Andrés Pérez, no ano de 1991, de acordo com recomendações do Fundo Monetário Internacional. A compradora Iberia, encerrou as atividades da Viasa no ano de 1997. Anos depois, foi criada a partir da viasa a Conviasa.